# Froude-Pendel

a) Ausgangslage
b) Nach beginnender Drehung

Das Froude-Pendel ist ein selbsterregtes mechanisches Pendel. Es besteht aus einer Anordnung mit einem geschlossenen Seil, an dem ein Massenstück fixiert ist, und einer zylindrischen waagerechten Achse, über die das Seil gelegt wird. Wird die Achse in gleichmäßige Drehung versetzt, wird das Seil infolge der entstehenden Haftreibung von der Achse mitgenommen und dadurch die am tiefsten Punkt hängende Masse angehoben. Die zunächst auf beide Seilhälften symmetrisch verteilte Gewichtskraft wird zunehmend von einer Seite getragen. Erreicht die zunehmende Seilkraft die Haftreibungskraft, beginnt das Seil auf der Achse zu rutschen und die Masse bewegt sich infolge der Erdanziehung nach unten. Zwischen Achse und Seil wirkt nun Gleitreibung, sie ist kleiner als die Haftreibung. Die Schubspannungen zwischen Seil und Achse verschwinden, wenn sich die Masse an der tiefsten Stelle befindet. Anschließend wird das Seil durch die jetzt wieder wirkende Haftreibung wieder mitgenommen, womit der nächste Zyklus begonnen hat.